# Емма Ґульстранд
Емма Ґульстранд (швед. Emma Gullstrand, 13 вересня 2000) — шведська стрибунка у воду.
Учасниця Олімпійських Ігор 2020 року.
Призерка Чемпіонату Європи з водних видів спорту 2020 року.